# Charoides hebes
Charoides hebes är en skalbaggsart som beskrevs av Dillon 1945. Charoides hebes ingår i släktet Charoides och familjen långhorningar. Inga underarter finns listade i Catalogue of Life.